# Thuthipattu
Thuthipattu is een census town in het district Tirupattur van de Indiase staat Tamil Nadu. 

## Demografie
Volgens de Indiase volkstelling van 2001 wonen er 7068 mensen in Thuthipattu, waarvan 49% mannelijk en 51% vrouwelijk is. De plaats heeft een alfabetiseringsgraad van 64%. 